# Ludwig Heinrich Heydenreich
Ludwig Heinrich Heydenreich (* 23. März 1903 in Leipzig; † 14. September 1978 in München) war ein deutscher Kunsthistoriker. Schwerpunkte seiner Forschung und Lehre waren die bildende Kunst und Architektur der italienischen Renaissance. Seine wichtigsten Veröffentlichungen widmen sich Leonardo da Vinci.

## Leben und Werk
Heydenreich war ein Sohn des sächsischen Offiziers und Ballistiker Willy Heydenreich. Er studierte und wurde promoviert bei Erwin Panofsky am Kunstgeschichtlichen Seminar der Universität Hamburg, das trotz seines erst kurzen Bestehens aufgrund der ikonologischen Theoriebildung Panofskys und Aby Warburgs bereits Weltgeltung besaß.
1934, ein Jahr nach der erzwungenen Emigration des „Nichtariers“ Panofsky, wurde Heydenreich Privatdozent am Seminar, dessen Geschäftsleitung er auch bald übernahm. Er lehrte hier von 1934 bis 1937. Vorwürfe und Diffamierungen seitens nationalsozialistischer Kreise (z. B. Werner Burmeister) trugen ihm ein, dass er die verbliebenen Doktoranden seines Lehrers weiter betreute und auch manche – wenn auch nicht alle – als „jüdisch“ diffamierten theoretischen Ansätze Panofskys weiter vertrat. Von 1937 bis 1943 lehrte er in Berlin.
1943 wechselte er nach Florenz, wo er als Nachfolger von Friedrich Kriegbaum die Leitung des Kunsthistorischen Instituts antrat. Als Beauftragter der Wehrmacht für den militärischen Kunstschutz arbeitete er zusammen mit italienischen Denkmalpflegebehörden am Schutz historischer Bauten und Kunstwerke vor Kriegsschäden und Zweckentfremdung, insbesondere in Florenz, Siena und Pisa. Heydenreich sorgte auch für die Sicherstellung und den Abtransport von Kulturgütern in den Alpenraum. Die von ihm in Auftrag gegebene fotografische Dokumentation der Uferbereiche der Altstadt von Florenz ist das letzte Zeugnis für deren historischen Zustand, bevor die deutschen Truppen 1944 bei ihrem Rückzug alle Arno-Brücken außer dem Ponte Vecchio sowie die beidseitigen Wohnbauten im Vorfeld des Ponte Vecchio sprengten.
1946 wurde er Gründungsdirektor des in München angesiedelten Zentralinstituts für Kunstgeschichte, das in einem internationalen Rahmen den Wiederaufbau der deutschen Kunstgeschichte fördern und die Wiederbelebung der seit 1933 abgerissenen internationalen Kontakte ermöglichen sollte. Heydenreich leitete das Zentralinstitut bis 1970. Seit 1951 war er Herausgeber des Reallexikons zur Deutschen Kunstgeschichte. 1968 wurde er zum ordentlichen Mitglied der Bayerischen Akademie der Wissenschaften gewählt.
Heydenreich starb 1978 im Alter von 75 Jahren und wurde auf dem Münchner Ostfriedhof beerdigt. Er war verheiratet mit Elisabeth geb. Brauer (1902–2000).
Im Nachlass Heydenreichs, der sich in einem lange Zeit ungeöffneten Panzerschrank des Instituts befand, wurde im Mai 2012 von dem Mitarbeiter des Instituts Stephan Klingen das verloren geglaubte Manuskript der Habilitationsschrift Erwin Panofskys „Die Gestaltungsprincipien Michelangelos, besonders in ihrem Verhältnis zu denen Raffaels“ entdeckt. Das Typoskript war im Dienstzimmer Panofskys in Hamburg zurückgeblieben, als dieser nach seiner Suspendierung durch das NS-Regime 1934 in die USA emigrierte, und ist dem Verfasser von Heydenreich, der es geborgen haben muss, aus unbekannten Gründen niemals zurückerstattet worden.

## Schriften (Auswahl)
- Leonardo. Rembrandt Verlag, Berlin 1943.
- Die Sakralbau-Studien Leonardo da Vincis. Untersuchungen zum Thema: Leonardo da Vinci als Architekt. 2., durchges. u. erg. Auflage. Fink, München 1971, DNB 456983244.
- Italienische Renaissance. Anfänge und Entfaltung in der Zeit von 1400 bis 1460. Beck, München 1972, ISBN 3-406-03019-X.
- mit Bern Dibner und Ladislao Reti: Leonardo, der Erfinder. Belser, Stuttgart 1981, ISBN 3-7630-1775-5.
- Studien zur Architektur der Renaissance. Ausgewählte Aufsätze. Fink, München 1981.
- Günter Passavant (Hrsg.): Leonardo-Studien. Prestel, München 1988, ISBN 3-7913-0764-9.